# Kacziány Aladár
Kacziány Aladár (Cserhátsurány (másként: Nógrádsurány), 1887. október 15. – Budapest, 1978. január 26.) festő, tanár.

## Életpályája
Tanulmányait Budapesten és Olaszországban végezte. 1912-től a műcsarnoki tárlatok állandó résztvevője volt. Külföldi kiállításai is sikert hoztak számára (Hága 1921, Bécs 1924, Velencei biennálé 1932). Tagja volt az 1924-ben alakult Spirituális Művészek Szövetségének, így a Nemzeti Szalonban és az Új Szalonban is rendszeresen kiállították olajképeit, akvarelljeit, rajzait. 1930-ban az egri minorita templom mellékoltárképét ő festette . 1933-tól tanított az Iparművészeti Iskolán először megbízottként, egy évvel később állandó tanárként 1948-ig, ekkor nyugdíjba vonult.

## Családja
Édesapja dr. Kacziány Géza író, tanár, miniszteri tanácsos, az Országos Magyar Pedagógiai Könyvtár és Múzeum elnöke volt. Nagyapja zalavári Kacziány Ferdinánd, 1848-49-es honvédszázados, majd törvényszéki bíró. Édesanyja Oroszi Vilma, Oroszi Miklós szentesi polgármester lánya.